# Estêvão do Palatinado-Simmern-Zweibrücken
Estêvão do Palatinado-Simmern-Zweibrücken (em alemão:  Stefan von Pfalz-Simmern-Zweibrücken; 23 de junho de 1385 – Simmern 14 de fevereiro de 1459), foi um nobre alemão, membro do ramo palatino da casa de Wittelsbach. Foi conde palatino (Pfalzgraf) tendo governado o ducado do Palatinado-Simmern e Zweibrücken de 1410 até à sua morte em 1459.

## Casamento e descendência
Do seu casamento com Ana de Veldenz, herdeira do Condado de Veldenz, Estêvão do Palatinado-Simmern-Zweibrücken tiveram 8 filhos:
1. Ana (Anna) (1413–1455);
2. Margarida (Margarethe) (1416–1426);
3. Frederico (Friedrich) (1417–1480), que recebeu o Palatinado-Simmern;
4. Ruperto (Ruprecht) (1420–1478), Bispo de Estrasburgo;
5. Elsa (Else) (1420-1480), casou com Michael von Corvey;
6. Estêvão (Stephen) (1421-1485);
7. Luís (Ludwig) (1424–1489), que recebeu o Palatinado-Zweibrücken;
8. João (Johann) (1429–1475), Arcebispo de Magdeburgo.